# 疏果石丁香
疏果石丁香（学名：Neohymenopogon oligocarpus），为茜草科石丁香属下的一个种。